# Pimelodidae
Pimelodidae es una familia de peces del orden Siluriformes a la cual pertenecen los surubíes.

## Taxonomía
Esta familia se encuentra en constante revisión. Actualmente, tiene cerca de 30 géneros y cerca de 90 están reconocidos pero aún sin clasificar. Las  spp. de la familia Hypophthalmidae), y del género Hypophthalmus representadas por cuatro especies, han sido reclasificadas en los Pimelodidae.
Esta familia previamente incluía peces que ahora se clasifican en Pseudopimelodidae (previamente subfamilia Pseudopimelodinae) y Heptapteridae (previamente subfamilia Rhamdiinae). Esta familia también incluía previamente a Conorhynchos conirostris, corrientemente incertae sedis. Sin embargo, análisis moleculares han dado soporte inequívoco a la monofilia de familias y del género Conorhynchos en un clado llamado Pimelodoidea, incluyendo Pimelodidae + Pseudopimelodidae y Heptapteridae + Conorhynchos.
Algunos géneros han sido recientemente sinonimizados. Merodontotus y Goslinia son ambos ahora incluidos en Brachyplatystoma. También, Paulicea es ahora un sinónimo de Zungaro.
Hay seis grupos principales en Pimelodidae: 
- Steindachneridion
- grupo Phractocephalus-Leiarius
- grupo Pimelodus
- grupo Calophysus
- Zungaro
- grupo Sorubim.[6]

El grupo Pimelodus incluye a Pimelodus, Exallodontus, Duopalatinus, Cheirocerus, Iheringichthys, Bergiaria, Bagropsis, Parapimelodus, Platysilurus, Platystomatichthys,  Propimelodus. El grupo Calophysus con cinco géneros Aguarunichthys, Pimelodina, Calophysus, Luciopimelodus,  Pinirampus.

## Distribución
Todas las especies de Pimelodidae se encuentran en Sudamérica y la región baja de  Isthmian. Su rango alcanza de Sudamérica,  norte de Panamá a sur de México.

## Descripción
Crecen mucho: el Piraiba, Brachyplatystoma filamentosum, alcanza cerca de 3 m de longitud. Tienen tres pares de barbas, con barbas maxilares que pueden alcanzar la longitud del propio cuerpo. No tienen escamas. La capa adiposa está bien  desarrollada.
Muchas especies de Pimelodidae tienen formas juveniles diferentes al adulto en patrones de color y en forma. Brachyplatystoma tiene jóvenes pelágicos con muy largas y grandes barbas y filamentos de aletas, con fuertes espinas pectorales ornamentales. Otros grandes pimelódidos, como Pseudoplatystoma, Sorubim, y Sorubimichthys, cuyos jóvenes habitan aguas marginales, vegetadas, tienen patrones crípticos de coloración distintivos y aletas muy grandes caudales y pectorales.

## Ecología
Son peces de aguas superficiales, algunos pelágicos y probablemente filtradores de comida. They do not guard their young.

## Relaciones con los humanos
Debido a su impresionantes tamaños en muchas especies, los pimelódidos son importante comida en Sudamérica. Muchas especies se han hibridado, y se han usado hormonas en un esfuerzo por hacerlos aún más grandes. Ese mismo factor de tamaño ha hecho de los Pimelódidos muy populares para la pesca deportiva.
Esta familia es un aderezo común de temas en exhibiciones Amazónicas.
A pesar del peligro de su tamaño en muchas especies, los Pimelódidos siguen siendo populares en acuarios. Hay controversia acerca de si estas grandes especies debieran venderse como hobby, por su enorme tamaño de adulto. También, hay  desagrado sobre la aparición de híbridos en el hobby. Muchas especies requieren duros cuidados. Aunque, el cuidado mayor es evitar que se coman a otros integrantes del acuario.